# كأس العالم لاتحاد الجمعيات المستقلة لكرة القدم
كأس العالم لاتحاد الجمعيات المستقلة لكرة القدم هي منافسة كرة قدم دولية للدول، الأقليات، الشعوب عديمة الجنسية والمناطق التي لا تنتمي للفيفا. تنظم البطولة من قبل اتحاد الجمعيات المستقلة لكرة القدم.